# ام‌وی ویلسدن (۱۹۴۴)
ام‌وی ویلسدن (۱۹۴۴) (به انگلیسی: MV Willesden (1944)) یک کشتی بود که طول آن ۴۳۱ فوت ۳ اینچ (۱۳۱٫۴۵ متر) بود. این کشتی در سال ۱۹۴۴ ساخته شد.